# Радио Гавана Куба
«Радио Гавана Куба» (исп. Radio Havana Cuba) — кубинская правительственная международная радиостанция.

## История
Официально начала коротковолновое вещание в мае 1961 года.
Радиостанция была создана кубинским правительством в качестве кубинского ответа на «Голос Америки» и другие радиостанции, пытавшиеся вести подрывную деятельность в кубинском радиоэфире, и чтобы иметь возможность донести свою точку зрения до людей в других странах. В 1960-х — 1970-х годах радиостанция вела настоящую эфирную войну с Соединёнными Штатами, предоставляя слово широкому спектру представителей левых движений разных стран — начиная от колумбийских герильерос и заканчивая афроамериканскими радикалами, как Бобби Сил и Стокли Кармайкл (см. «Чёрные пантеры»).
Началась история радиостанции, когда в феврале 1961 года Фидель Кастро объявил о своём вступлении в международную радиовойну. В Швейцарии у компании Brown-Bowery были закуплены 120-киловаттные передатчики, и инженеры компании лично приезжали на Кубу их устанавливать.
24 мая 1962 года был создан Кубинский институт радио и телевидения («Instituto Cubano de Radio y Televisión»), в ведение которого передали вопросы радиовещания и телевидения (в том числе, радиостанцию «Радио Гавана Куба»).
В 1981 году радиостанция «Радио Гавана Куба» вела передачи на восьми языках (испанском, английском, французском, португальском и др.).

## Дополнительная информация
- 25-летнему юбилею радиостанции посвящена кубинская почтовая марка «XXV anniv. de Radio Habana Cuba» номиналом 5 песо, выпущенная в 1986 году